# 골프의 역사
다음은 골프의 역사에 관한 설명이다.

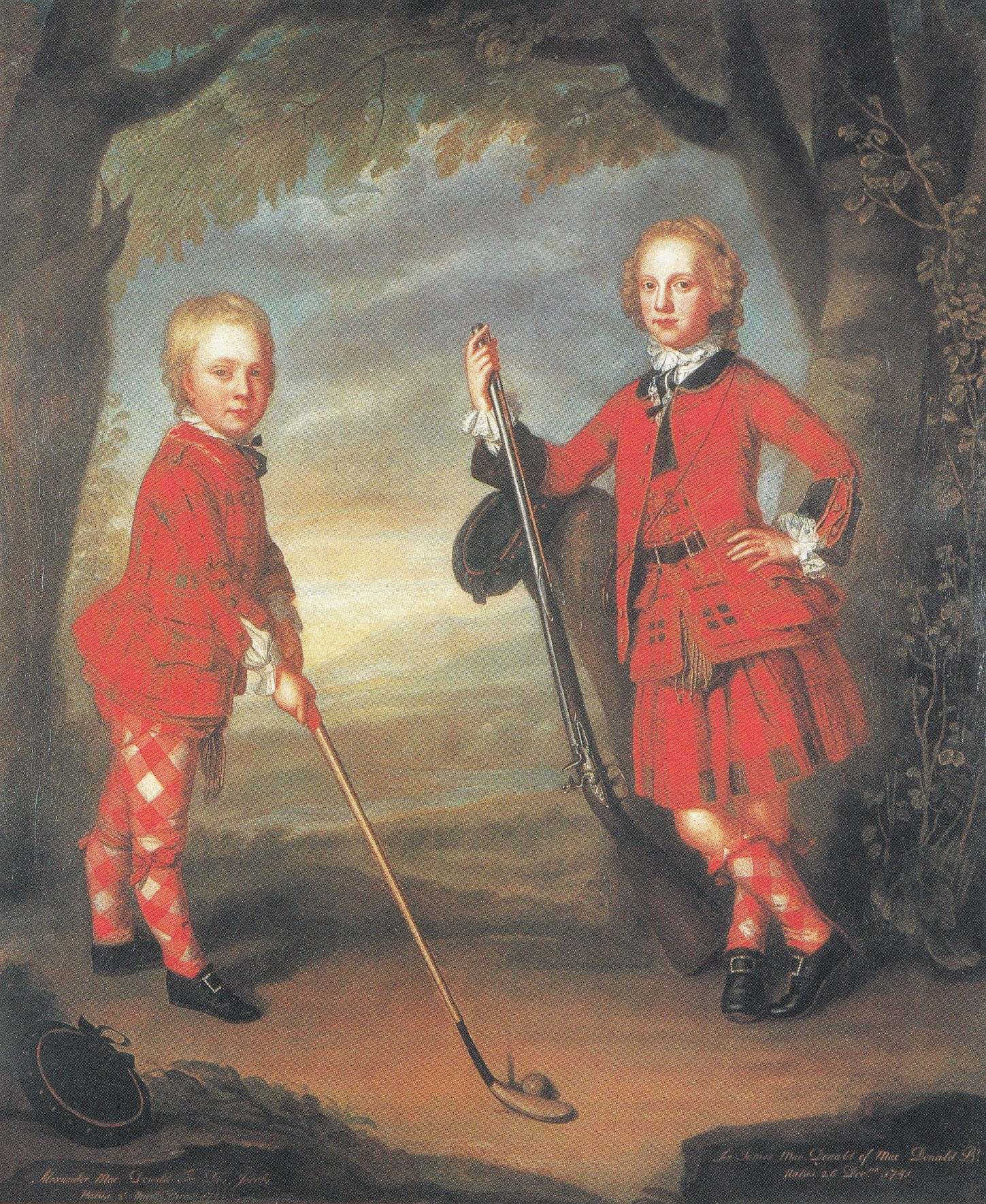
18세기 초상화

골프가 언제부터 시작되었는지는 확실하지 않으나 네덜란드의 아이스하키 비슷한 놀이가 스코틀랜드로 건너가 서민들 사이에서 널리 행해졌다는 설이 유력하다. 오늘날과 같이 골프가 조직화된 것은 15세기 무렵으로, 1860년 영국에서 선수권대회가 열렸으며, 1945년 제2차 세계대전이 끝난 후부터 전세계로 급속히 퍼져나갔다.
한국에 골프가 처음 들어온 것은 1900년, 즉 고종 37년 황실의 고문으로 온 영국인들에 의해서였다. 그들은 원산 바닷가의 세관 구내에서 6홀의 코스를 만들어 놓고 골프를 즐겼는데, 이후 1927년에는 서울 컨트리 클럽의 기초가 마련되기도 했다.
골프는 그동안 일부 부유층의 전유물로서 귀족 스포츠라는 인식이 뿌리를 깊게 내리고 있었다. 19세기 이후 대중화가 되면서 골프는 극소수의 귀족 스포츠가 아닌 대중적인 흔하고 유명한 스포츠가 되었다.